# Цуцулешть
Цуцулешть, Цуцулешті (рум. Țuțulești) — село у повіті Арджеш в Румунії. Входить до складу комуни Сусень.
Село розташоване на відстані 93 км на захід від Бухареста, 20 км на південний схід від Пітешть, 100 км на північний схід від Крайови, 117 км на південний захід від Брашова.

## Населення
За даними перепису населення 2002 року у селі проживали 423 особи, з них 422 особи (99,8%) румунів. Усі жителі села рідною мовою назвали румунську.